# Hereo de Samos

Plano del santuario. Los números coinciden con los números en negrita del texto del artículo.

El Hereo de Samos fue un santuario dedicado a la diosa Hera en el sur de la isla de Samos. El templo está enfrente del altar de Hera en su santuario. Fue declarado Patrimonio de la Humanidad por la Unesco junto al cercano Pitagoreo y el Túnel de Eupalino en 1992.
Estaba situado en la cuenca baja y pantanosa del río Ímbraso, cerca de su desembocadura en el mar. El templo arcaico tardío del santuario fue el primero de los gigantescos templos jónicos exentos, pero sus predecesores en este lugar se remontan al periodo geométrico del siglo VIII a. C.,, o antes. El emplazamiento de las ruinas del templo, con su única columna en pie, fue designado por la UNESCO Patrimonio de la Humanidad, junto con el cercano Pitagoreo en 1992.

## Historia
El mito central del culto a Hera en Samos es el de su nacimiento. Según la tradición local, la diosa nació bajo un árbol sauzgatillo (Vitex agnus-castus, el «árbol casto». En la fiesta anual de Samia, llamada Toneia, la «atadura», la imagen de culto de Hera era atada ceremonialmente con ramas de sauzgatillo , antes de ser llevada al mar para ser lavada. El árbol seguía apareciendo en las monedas de Samos en la época romana y Pausanias menciona que el árbol seguía estando en el santuario.

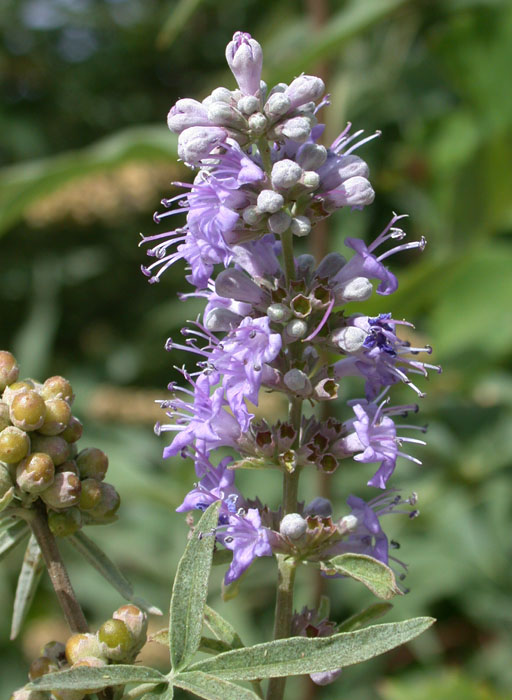
Vitex agnus-castus

Se conserva poca información sobre el templo en las fuentes literarias. La fuente más importante es Heródoto, que se refiere al templo del santuario en repetidas ocasiones, llamándolo «el mayor de todos los templos que conocemos». Lo incluye entre las tres grandes hazañas de ingeniería de Samos, junto con el Túnel de Eupalino y la mole del puerto de Pitagoreo. Por lo demás, la mayoría de las fuentes son referencias dispersas en obras escritas mucho después del apogeo del santuario. Pausanias, cuya Descripción de Grecia es nuestra fuente clave para la mayoría de los principales lugares de la Grecia continental, no visitó Samos.
Las pruebas arqueológicas demuestran que la zona fue el lugar de un asentamiento en la primera Edad del Bronce y la actividad de culto en el lugar del altar puede haber comenzado a finales del periodo micénico. El primer templo de Hera se construyó en el siglo VIII a. C. El periodo de mayor prosperidad del santuario comenzó a finales del siglo VII a. C. con la primera fase de construcción monumental, que vio la construcción del templo de hecatómpedon II, la estoa sur, de los kuroi colosales y la Vía Sagrada, que unía el santuario con la ciudad de Samos por tierra.

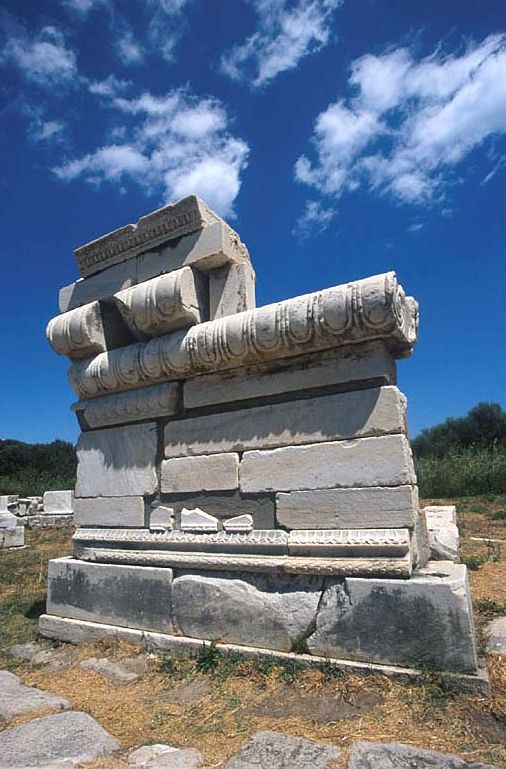

En el segundo cuarto del siglo VI a. C. se produjo una segunda fase de monumentalización aún mayor, con la construcción del altar monumental, los edificios norte y sur y el templo de Reco. A esta le siguió rápidamente una tercera fase de monumentalización, en la que se amplió el edificio norte y se iniciaron las obras de un tercer templo, aún más grande, que sustituiría al templo de Reco. Este período de apogeo coincide con la época en que Samos era una potencia importante en el mar Egeo, que culminó con el reinado del tirano Polícrates.
En el periodo clásico, Samos pasa a estar bajo dominio ateniense y la actividad en el santuario cesa casi por completo. En el periodo helenístico se produce un renacimiento de la actividad, que continúa bajo el Imperio romano.
Si la ciudad de Samos, que se  había visto involucrada en la crisis del mundo jónico bajo el impulso del expansionismo del Imperio aqueménida, perdió progresivamente su importanmcia, el Hereo quedó como centro religiosos de importancia hasta la época tardorromana, cuando resultó destruido por un terremoto en el 262 d. C. y por un saqueo de los hérulos en el 267 d. C.
El culto a Hera cesó en el año 391 d. C., cuando los edictos teodosianos prohibieron la observancia pagana. En el siglo V d. C. se construyó una iglesia cristiana en el lugar, que se utilizó como cantera durante todo el periodo bizantino.. Aunque el lugar acogiera enseguida una basílica paleocristiana, poco a poco fue abandonado. Con el paso del tiempo la vegetación y los depósitos de barro dejados por los aluviones periódicos del río Ímbraso, que habían transformado la llanura circundante en terrenos pantanosos, enterraron las estructuras del Hereo.
De la doble columnata del templo, solo permanecía en pie a principios del siglo XVIII una sola columna, de la cual derive el nombre Kolonna dado a la localidad.

## Descripción
A lo largo de los mil años de historia del santuario, su centro era el altar de Hera (7) y los sucesivos templos situados frente a él, pero también contenía otros templos, numerosos tesoros, estoas, una vía sagrada e innumerables estatuas honoríficas y otras ofrendas votivas.

## Vía Sagrada

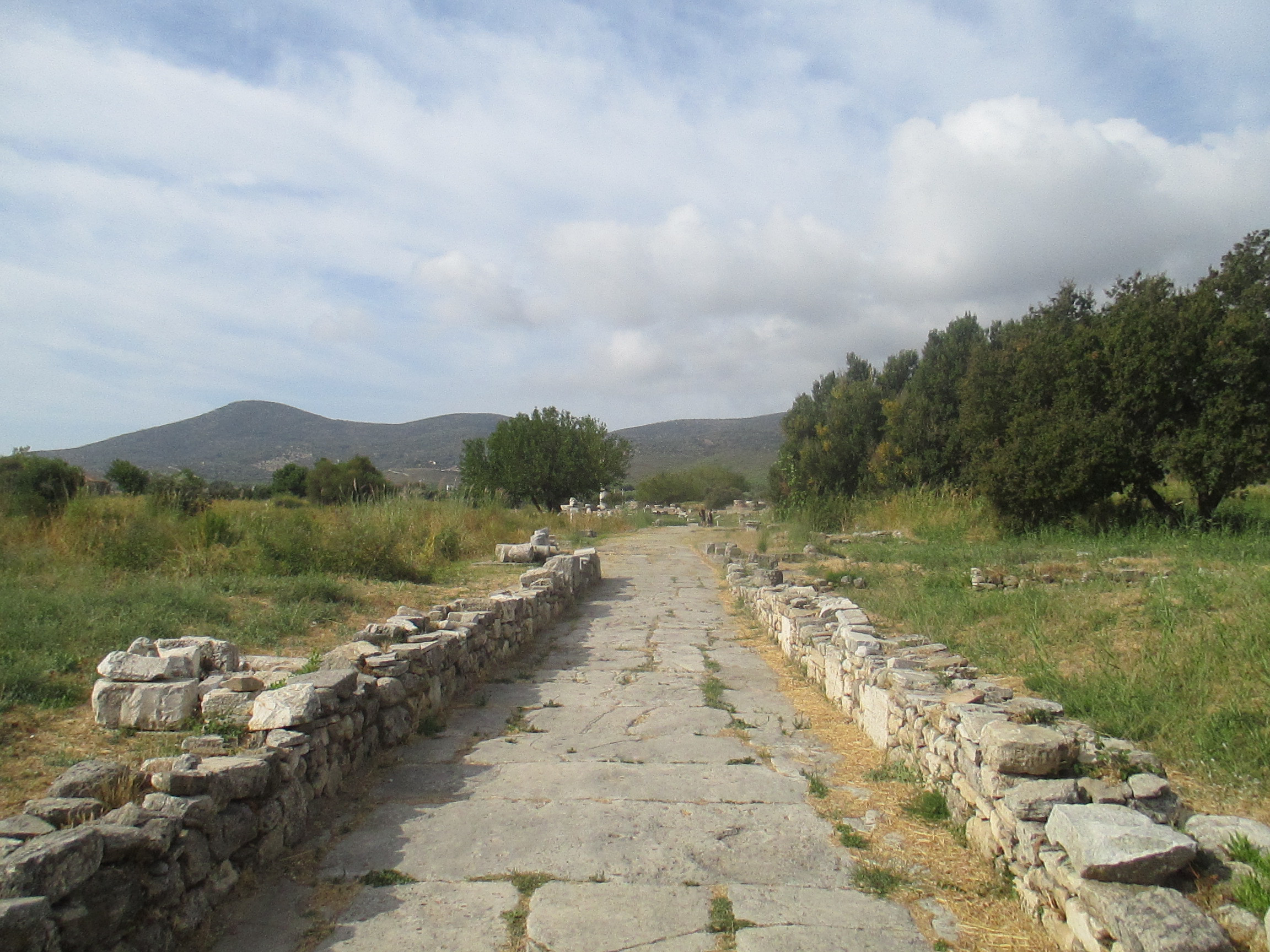
Vía Sagrada.

La Vía Sagrada era una carretera que iba desde la ciudad de Samos hasta el santuario, que se trazó por primera vez alrededor del año 600 a. C. En el lugar donde la Vía Sagrada cruzaba el río Ímbraso, se construyó un gran dique de tierra para sostener la carretera y desviar el río. Anteriormente, se llegaba al santuario por mar y la entrada principal estaba en el lado sureste, cerca de la costa, pero la construcción de la Vía Sagrada llevó a una reorientación del santuario, estando entonces la entrada principal en el lado norte del témenos.
La Vía Sagrada desempeñaba un papel central en las procesiones religiosas anuales con la estatua de Hera, y su importancia queda demostrada por los numerosos exvotos que bordean su recorrido y por el hecho de que muchas de las estructuras del santuario comparten su alineación. En el siglo III d. C. se pavimentó de nuevo con las costosas losas de piedra que son visibles en la actualidad.

## Templo de Hera
Hubo una sucesión de templos monumentales construidos aproximadamente en el mismo lugar al oeste del altar. De las excavaciones arqueológicas se conocen muchas fases de construcción, identificadas en parte a través de fragmentos de tejas.

### El primer templo

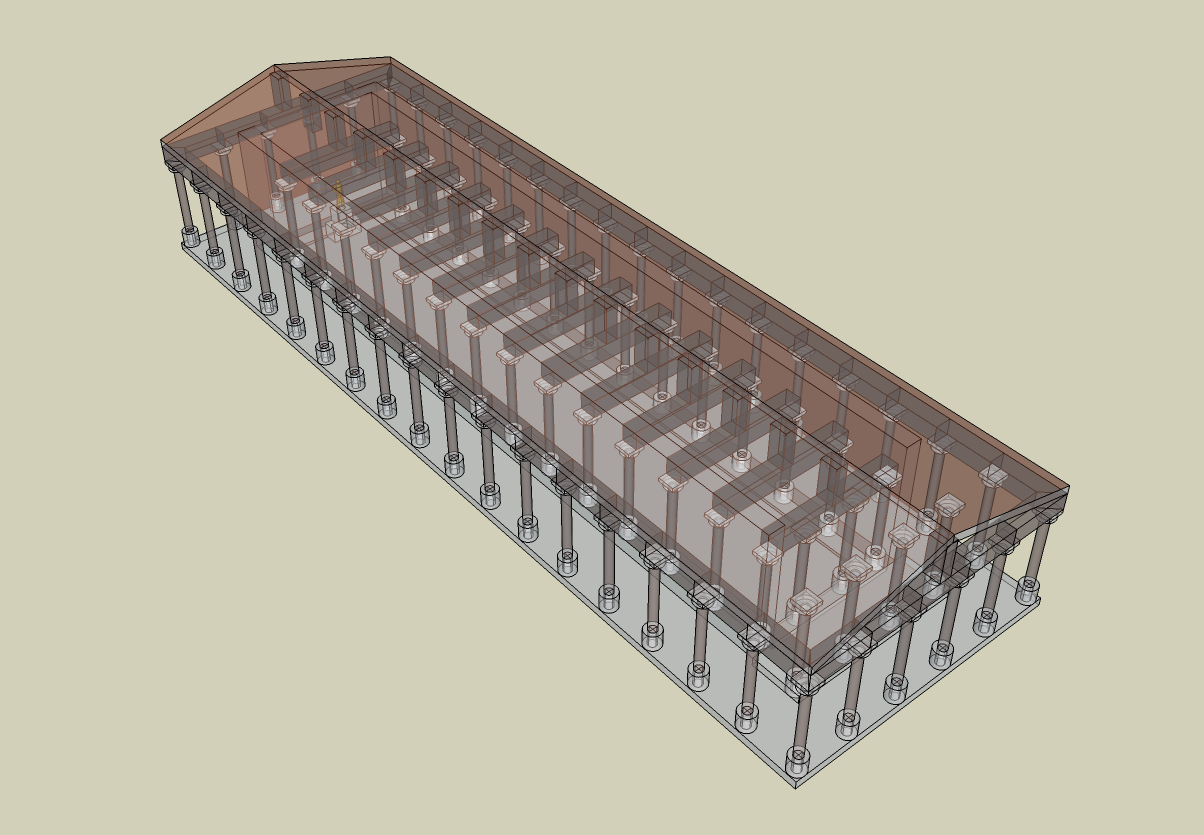
Reconstrucción del hecatómpedon (2) (vista isométrica).

En el primer templo, el hecatómpedon (1) (4) o templo de los cien pies, se distinguen varias fases constructivas, la primera de las cuales data del siglo VIII a. C.. Se trataba de un edificio largo y estrecho hecho de ladrillos de adobe, con una línea de columnas que bajaban por el centro para sostener la estructura del tejado. Se reconstruyó a finales del siglo VII a. C., al mismo tiempo que la construcción de la Vía Sagrada y la Estoa Sur. La  planta era rectangular alargada (33 metros de largo por 6,50 de ancho), probablemente de estilo dórico. Es el primero que alcanza la longitud de cien pies (hecatómpedon) (2), medida que constituirá el canon de los templos griegos posteriores. Los muros se construyeron con piedra caliza en lugar de ladrillos de adobe; el extremo este se dejó abierto. Había dos filas de columnas interiores a lo largo de las paredes laterales, lo que significa que había una visión clara a lo largo del eje central desde la entrada hasta la estatua de culto. Es posible que hubiera un pórtico con columnas en el extremo este para marcar la entrada y una columnata períptera que recorriera el exterior, pero no es seguro.;
Es el primer templo en que se utiliza por primera vez una columnata central para sostener la techumbre y un peristilo de columnas de madera para rodear el edificio. La estatua de la diosa situada en el fondo del templo estaba descentrada para evitar su colocación detrás de las columnas y así potenciar su visión. Las partes de madera expuestas a las inclemencias del tiempo se cubrieron con placas de arcilla, de donde surgió un nuevo sistema de decoración, precedente de las metopas y frontones de los templos posteriores. Una innovación del siglo VII̊ a. C. fue la adición de un peristilo de madera, conservando la columnata media interior. Una crecida del río Ímbraso la destruyó hacia el año 660 a. C.

### Templo de Reco
Los arquitectos Reco y Teodoro construyeron sobre el anterior un templo conocido como el templo de Reco (2). Era díptero, es decir, con un pórtico de dos columnas de fondo, que lo rodeaba por completo. Medía unos 100 metros de largo y 50 de ancho. Tenía un pronaos techado, enfrente de una cella cerrada. Cella y pronaos fueron divididos en tres pasillos iguales por dos filas de columnas que partían del pronaos y atravesaban el templo. Había veintiuna columnas en cada lado largo, diez columnas a lo largo del lado posterior y ocho a lo largo del lado frontal. Las columnas se alzaban sobre unas inusuales bases en forma de toro que estaban estriadas horizontalmente. El resultado fue que Hera era venerada en un templo encajado dentro de un bosque estilizado de columnas, de ocho por veintiuna. Las columnas estaban sobre bases inusuales que estaban estriadas horizontalmente.  El templo formaba una unidad con el altar monumental de Hera, situado al este, que compartía su alineación y su eje.
Durante mucho tiempo se discutió la fecha de este templo, pero las excavaciones realizadas en 1989 revelaron que las obras se iniciaron en algún momento entre el 600 y el 570 a .C., y se terminaron hacia el 560 a. C. Permaneció en pie solo una década antes de ser destruido hacia el 550 a .C., cuando pudo ser derribado por un terremoto o desmantelado porque el terreno pantanoso y los malos cimientos lo hacían peligrosamente inestable. Gran parte de su piedra se reutilizó en la construcción de su sucesor, el Gran Templo.
El templo de Reco fue el primero de los enormes templos jónicos, como el templo de Artemisa en Éfeso, que se construirían en el oeste e Asia Menor y en el Egeo durante los periodos arcaico y clásico. Helmut Kyrieleis observa que "«debió de tener una importancia central para el desarrollo de la arquitectura monumental jónica» por este motivo.

### Templo de Polícrates

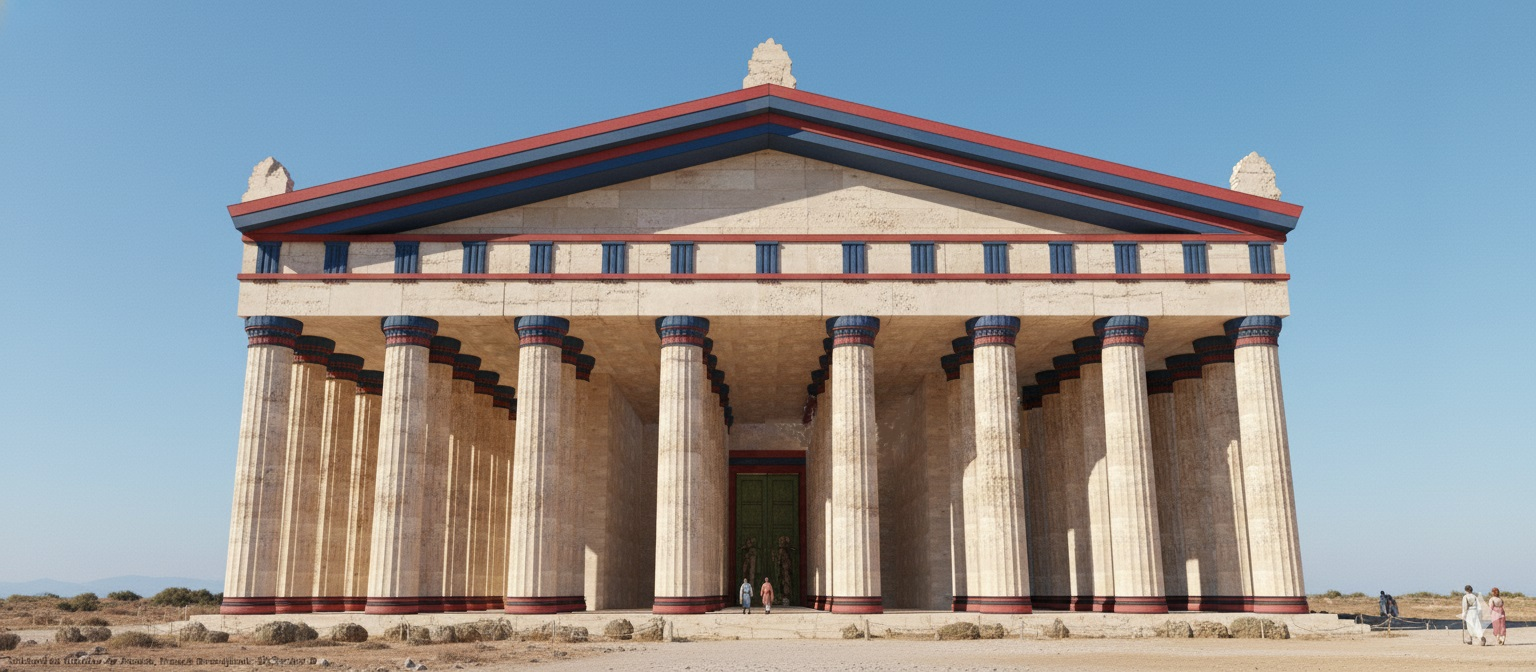
Reconstrucción del Gran Templo (vista frontal).

Después de la destrucción del templo de Reco, se construyó uno aún mayor a unos 40 metros al oeste, que se conoce como el «Gran Templo» o el «Templo de Polícrates» (3), en honor al famoso tirano de Samos que gobernaba en la época de su construcción. Este templo tenía 55,2 metros de ancho y 108,6 metros, una de las mayores plantas de cualquier templo griego. Uno de los kuroi del Hereo se expone en el Museo Arqueológico de Samos. Los primeros cimientos de la cella se colocaron en la segunda mitad del siglo VI a. C. y suelen asociarse a la tiranía de Polícrates. Los cimientos de la columnata periférica y del pronaos no se colocaron hasta el año 500 a. C. aproximadamente. La construcción continuó en la época romana, pero este templo nunca se terminó del todo. La estatua de culto se trasladó finalmente al templo romano, aunque se siguieron guardando en él otras estatuas y exvotos.
El geógrafo Estrabón, que escribió a principios del siglo I d. C., describe el templo: «A la izquierda está el suburbio situado junto al Hereo, el río Ímbraso y el Hereo, antiguo santuario y gran templo (...) Dpostadas allí hay archivos y templetes con antiguas obras de arte; entre ellas, tres obras colosales de Mirón asentadas sobre un solo pedio y que Antonio se llevó. César Augusto restituyó dos, las de Atenea y Heracles, a una misma base y se llevó de la de Zeus al capitalino habiéndole dispuesto un templete».
En época bizantina, el templo sirvió de cantera, por lo que acabó siendo desmantelado hasta los mismos cimientos, dejando solo los cimientos y un único fuste de columna, que parece haberse conservado como punto de navegación para los barcos.

### Templo romano
En algún momento de la época romana, se construyó un templo romano más pequeño (5) para albergar la imagen de culto al este del Gran Templo, que permaneció en construcción. En el siglo V d. C., este templo fue demolido y la piedra se utilizó para construir una iglesia en el lugar.

### Altar

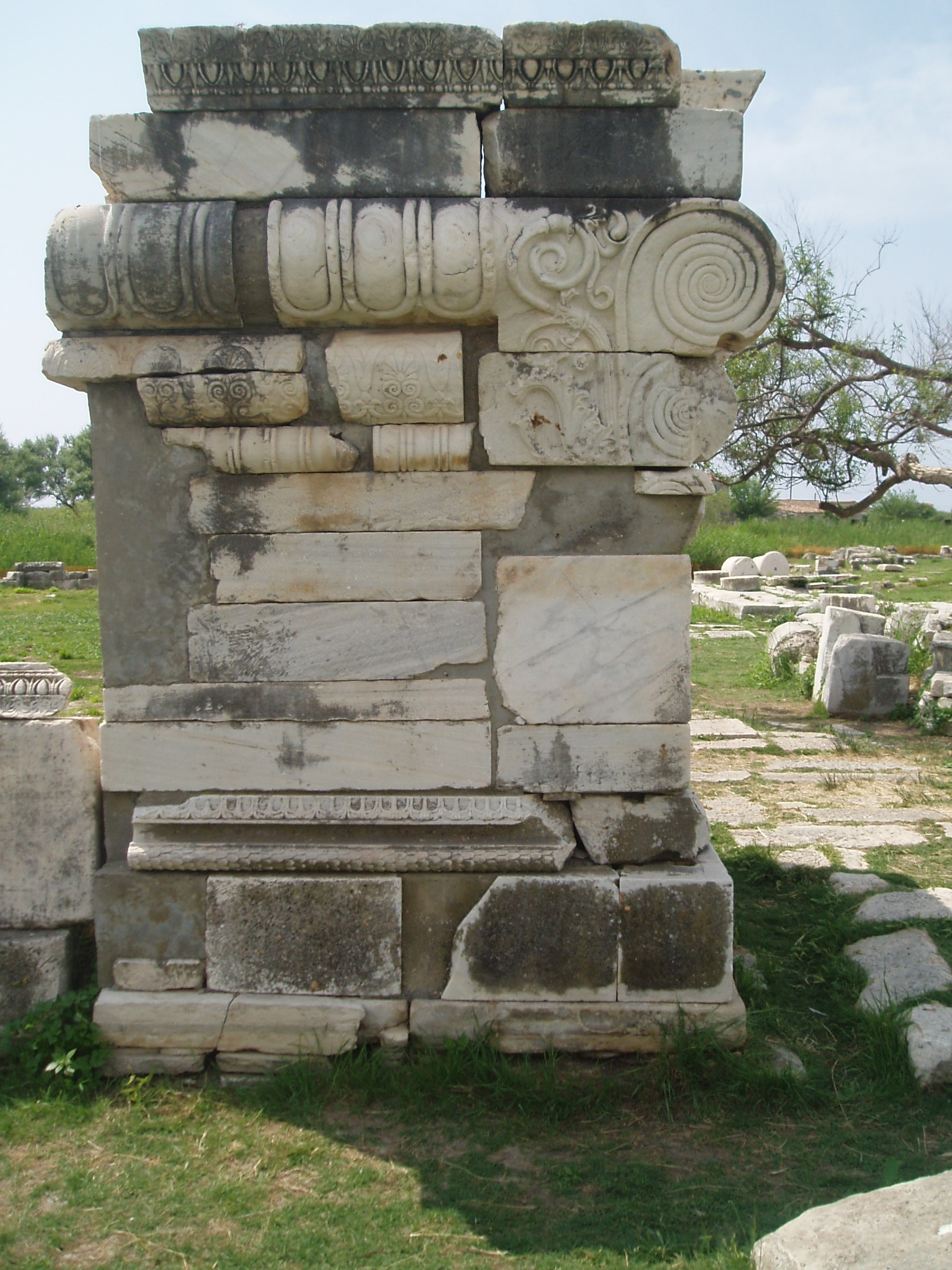
Spolia del Gran Altar.

Existen pruebas arqueológicas de actividad en el lugar del altar (7) desde finales del periodo micénico, pero la primera estructura se construyó en el siglo IX a. C. Esta estructura de piedra, tosca y sin decoración, medía 2,5 metros x 1,25 metros.
Fue reconstruido siete veces, alcanzando su forma monumental definitiva en el siglo VI a. C., al mismo tiempo que la construcción del templo de Reco, que se construyó en la misma alineación y eje. El altar rectangular tenía aproximadamente 35 metros de largo (norte-sur), 16 metros de ancho (este-oeste) y 20 metros de altura (arriba-abajo). Todo el lado oeste consistía en una escalera que conducía a una plataforma plana donde se realizaban los sacrificios, que estaba rodeada por un muro bajo en los lados norte, este y sur. Una serie de relieves florales y de animales rodeaban el muro del altar a la altura de la plataforma y en la parte superior del muro bajo. El altar continuó en uso tras la destrucción del templo de Reco, recibiendo eventualmente renovaciones en el periodo romano.
Los huesos de animales encontrados en el yacimiento muestran que la mayoría de los sacrificios eran de vacas adultas. También había bastantes ovejas y cerdos, así como algunos ciervos. No se encontraron huesos de muslos en el yacimiento; Kyrieleis sugiere que esto puede deberse a que se quemaban en el altar o posiblemente a que se entregaban a los sacerdotes como su parte especial.
Había una arboleda sagrada al este del altar, que podría haber incluido el árbol sagrado lygos que fue identificado como el lugar de nacimiento de Hera. Anteriormente se creía que el tocón de este árbol se había recuperado durante las excavaciones de 1963, pero las pruebas posteriores demostraron que se trataba de un enebro no relacionado.

### Estoas
La stoa sur (11) se construyó a finales del siglo VII a. C., en el marco de la misma ronda de monumentalización que supuso la construcción del templo de hekatómpedon y la Vía Sagrada. Se construyó con ladrillos de barro y madera, y medía unos 60 metros de longitud, en dirección noroeste-sureste. Dos filas de columnas sostenían el techo y los muros interiores la dividían en tres secciones iguales. Fue demolida a mediados del siglo VI a. C. para dar paso al edificio sur.
La estoa norte (9) se construyó en el siglo VII a. C., quizás para sustituir a la estoa sur, siguiendo más o menos el mismo modelo y escala que la estoa sur. Su pared trasera estaba formada por un tramo del muro del santuario. Ambas estoas servían para marcar los límites del santuario y proporcionaban un espacio para que los visitantes se protegieran del sol y durmieran por la noche.

### Edificio norte
El Edificio Norte (8) estaba situado en la parte norte del santuario. Se construyó por primera vez a mediados del siglo VII a. C. En ese momento era una cella de 13,75 metros de ancho y 29 de largo, a la que se entraba por un pórtico en el extremo sur. Una hilera de columnas recorría el centro y el extremo norte estaba separado como un ádyton. La estructura estaba rodeada por un muro témenos. Entre el 530 y el 500 a. C. se añadió a la estructura una columnata períptera que aumentó su anchura a 25,8 metros y su longitud a 41,2 metros. Una de las tejas de la estructura tenía la inscripción ΠΟ (po), que Aideen Carty interpreta como una indicación de que Polícrates fue personalmente responsable de la ampliación de la estructura.
La función de la estructura sigue sin estar clara. Aunque tiene la forma de un templo, no parece haber un altar asociado a ella. Kyrieleis sugiere que se construyó para que sirviera de tesorería del Estado de Samos.

### Edificio Sur
El Edificio Sur (10) fue construido a mediados del siglo VII a. C. al mismo tiempo que el Edificio Norte y con un diseño similar. El Edificio Sur fue demolido para construirlo.

### Escultura

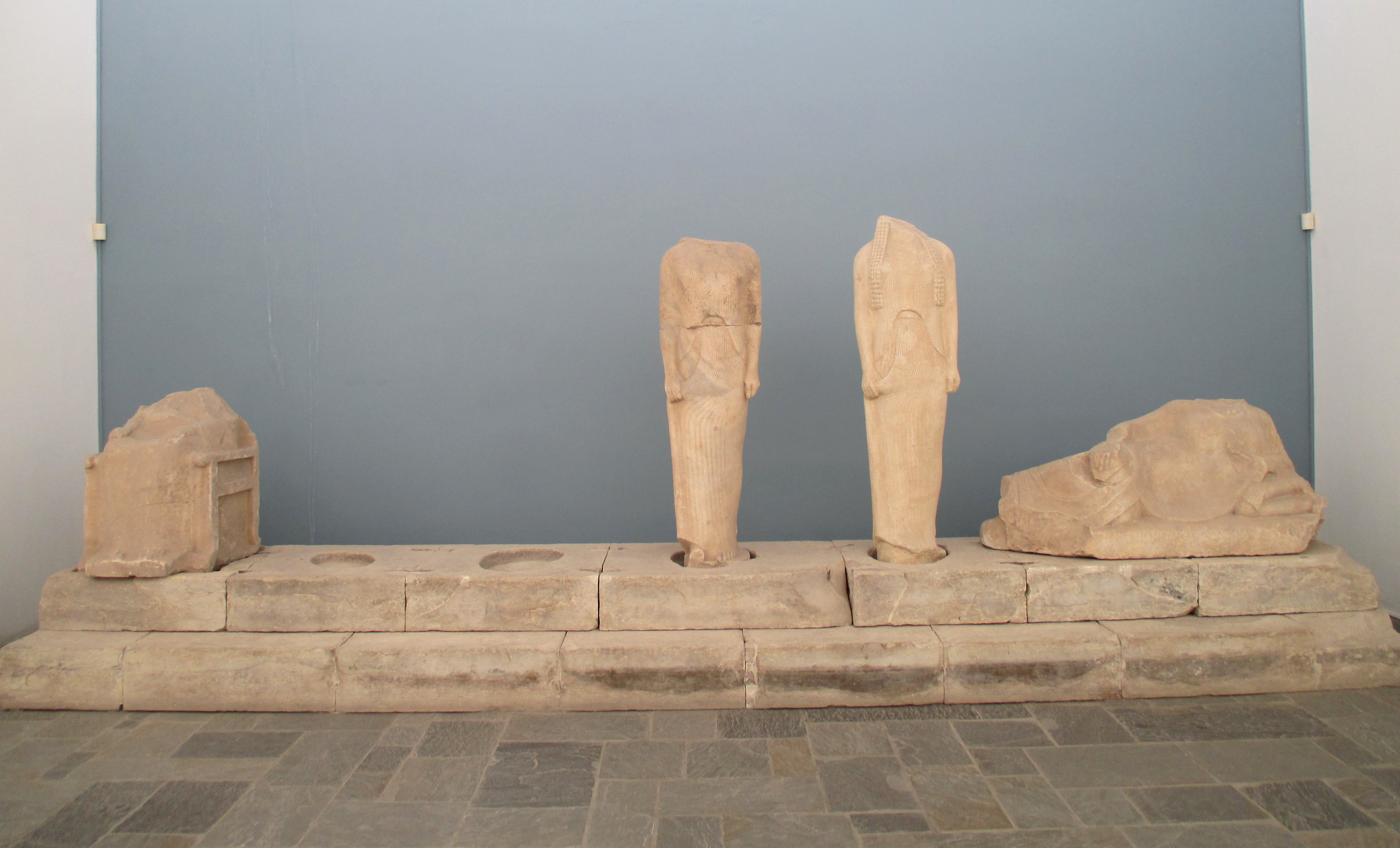
Grupo de Geneleos.

En el santuario se dedicaron un gran número de estatuas monumentales y grupos estatuarios, principalmente en el siglo VI a. C. La mayoría de ellas son kuroi, estatuas de tamaño natural de hombres jóvenes desnudos, o korais, estatuas de mujeres jóvenes de escala similar pero vestidas y con velo. Estas dedicatorias parecen ser obra de aristócratas individuales de Samos, que las erigieron para demostrar su riqueza y su estatus, una de las formas en que el santuario era utilizado por ellos como lugar de competición de estatus.
Un espectacular kuros de principios del siglo VI a. C., conocido como el Kuros de Samos, fue encontrado bajo el pavimento de la Vía Sagrada de la época romana en el extremo norte del santuario, donde originalmente se encontraba cerca de la entrada a la zona del santuario. Con un tamaño tres veces mayor que el natural, es uno de los mayores kuroi conocidos y habría dominado todo el santuario en el momento de su erección, hacia el 580 a. C. Una inscripción en el muslo indica que fue dedicado por un tal Isques hijo de Reso, presumiblemente un importante aristócrata. Es el primer ejemplo conocido de escultura monumental jónica oriental. Actualmente se expone en el Museo Arqueológico de Samos. Este y otros hallazgos demuestran el importante papel que desempeñaron los talleres de Samos en el desarrollo de la escultura griega. Un kuros similar se encontraba junto al templo de Hekatómpedon II; fue destruido a mediados del siglo VI a. C. y solo sobreviven fragmentos.
Un aristócrata llamado Queramies dedicó un grupo formado por un kuros y tres korai hacia el año 560 a .C. Una de las korai se encuentra ahora en el Louvre, donde se conoce como Hera de Samos  Se cree que esta escultura ya no representa a Hera, sino que puede ser una representación de una sacerdotisa (quizás relacionada con el propio Cheramyes). Otro grupo consistía en seis figuras construidas en una sola base en la Vía Sagrada y se conoce como el grupo de Geneleos, en honor al escultor que lo esculpió. Las esculturas individuales representan a los miembros de la familia del dedicante. La figura sentada de la madre se encuentra en el extremo izquierdo de la base, con una inscripción que indica su nombre, Fileia, y el del escultor, Geneleos. Su cabeza se ha perdido. El padre estaba representado en el extremo derecho, recostado como para un simposio. Una inscripción en la escultura lo identificaba, pero la sección que daba su nombre real se ha perdido, al igual que su cabeza y sus pies. Entre la madre y el padre había figuras de pie de un hijo y tres hijas. Dos de las hijas se conservan, pero sus cabezas se han perdido; las inscripciones las identifican como Filipo y Ornite.

### Ofrendas votivas
Cerca del templo se ha encontrado un gran número de granadas y vainas de amapola de terracota y marfil, representaciones de ofrendas votivas de bienes perecederos en un medio más permanente. Los análisis paleobotánicos han revelado grandes cantidades de granadas y semillas de amapola en el yacimiento, lo que demuestra que los frutos reales se presentaban efectivamente a la diosa como ofrendas.
En los alrededores del santuario se han encontrado importantes cantidades de vajilla de cerámica y vasos para beber, que se utilizaban en las fiestas de sacrificio. Las más significativas son de un tipo de principios del siglo VI. Algunas están pintadas con ΗΡΗ (Hera), indicando que pertenecían a la diosa. Otras tienen pintadas las letras ΔΗ (DE), lo que podría indicar que eran de propiedad pública (demosion). Cualquiera de las dos interpretaciones sería importante para entender la historia política de Samos de principios del siglo VI a. C., que es muy oscura. Sin embargo, Kyrielis ha argumentado que en realidad se lee (Η)ΡΗ (Hera). Los talleres en los que se fabricaba esta cerámica se han encontrado en el lugar del santuario.
El suelo anegado ha conservado un gran número de exvotos de madera del periodo arcaico. Esto es excepcional —casi no se han encontrado otros objetos de madera de este periodo en Grecia— y, por tanto, proporcionan una visión única de las actividades rituales de los visitantes menos ricos del santuario. Incluyen una amplia gama de piezas, desde obras maestras de la escultura y el mobiliario de madera, hasta cucharas toscamente talladas. Una clase de objeto particularmente especial son los objetos curvos toscamente tallados, de los que se han encontrado hasta la fecha unos 40 ejemplos. Suelen medir unos 40 centímetros y se han identificado como representaciones abstractas de barcos. Pueden ser dedicatorias de armadores u objetos para un ritual especial. También se encontró un casco de barco de tamaño natural de finales del siglo VII a. C., que medía unos 20 metros (66 pies). También hay varios taburetes en miniatura, intrincadamente tallados con imágenes de caballos.
Algunos de los exvotos dedicados a finales del siglo VII a. C. y en el siglo VI a. C., atestiguan los amplios vínculos comerciales de la Samos arcaica y el prestigio que tenían las dedicatorias de objetos exóticos en aquella época. Estos objetos incluyen tesoros naturales, como fragmentos de cráneo de un cocodrilo egipcio y de un antílope, así como una estalactita y trozos de cristal de roca. También incluyen objetos exóticos manufacturados, principalmente marfiles de Egipto y Oriente Próximo. Dos estatuillas de bronce de la diosa Gula procedentes de Isin, en Babilonia, podrían ser los primeros ejemplos de interpretatio graeca. Un cepo de bronce procedente del norte de Siria lleva una inscripción aramea de finales del siglo IX a. C., el primer ejemplo de escritura alfabética encontrado en Grecia. Otros exvotos proceden de Chipre, Fenicia e incluso de Irán y Urartu. Algunos de estos objetos fueron adquiridos a través del comercio, especialmente la exportación de esclavos griegos, mientras que otros pueden haber sido el producto de un servicio mercenario. Aideen Carty interpreta estos exvotos como una prueba del importante papel del santuario en el despliegue competitivo aristocrático en el periodo arcaico.
A menor escala, los objetos votivos indican que estos dos fenómenos —interacción con el mundo exterior y uso del santuario para la exhibición competitiva— continuaron en periodos posteriores. El yacimiento está salpicado de restos de decretos honoríficos y estatuas del periodo helenístico-romano, del tipo que se encuentra en todo el Mediterráneo oriental en este periodo. Además, se han encontrado en el yacimiento entre seis y trece estatuillas de Isis amamantando a Horus, lo que indica que la conexión o asociación entre Hera e Isis se desarrolló en el periodo helenístico-romano.

## Descubrimiento y excavaciones

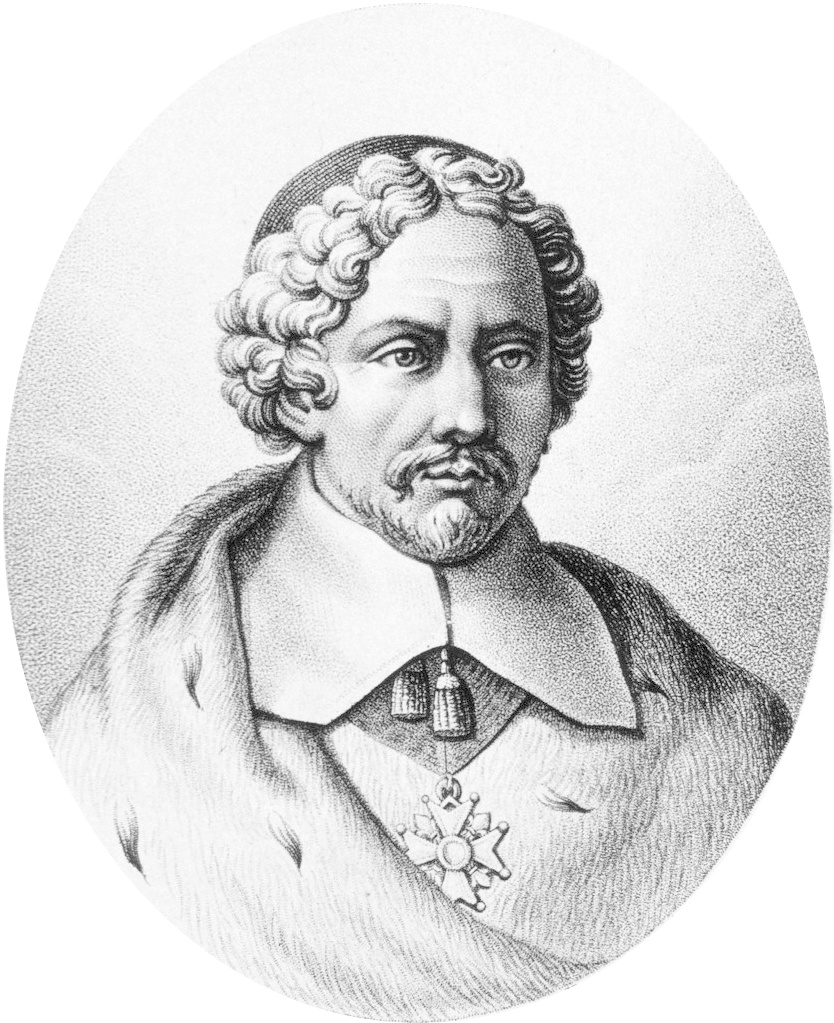
Joseph Pitton de Tournefort.

De la única columna que permanece en pie, el viajero francés Joseph Pitton de Tournefort, que había visitado la isla de Samos en 1702, por encargo de Luis XIV, dejó una descripción acompañada de un dibujo en su relación del viaje, publicada en Parías en 1717.
Otros apasionados de la antigüedad griega —como los ingleses D. R. Pocock y James Dallaway, que llegaron a Samos a finales de 1700— incluyeron en  la descripción de su visita algunos dibujos de los pocos restos que afloraban en el terreno pantanoso.
Las primeras medidas correctas de las estructuras del santuario aparecieron en Antiquities of Jonia, publicado en 1821 por William Gell y Francis Bedford.
Tras el fin de la guerra de independencia de Grecia, contó con una gobierno turco semiindependiente hasta 1913, en que tras la primera guerra de los Balcanes se unió a Grecia.
Las primeras expediciones arqueológicas —como las de Victor Guérin de 1853 y de Carl Humann— tuvieron poco éxito, en parte debido a las reivindicaciones económicas de los propietarios de los terrenos, pero sobre todo por las particulares condiciones ambientalesː las excavaciones en área pantanosa, deprimida respecto al nivel originario y además azotada por la malaria añadían problemas técnicos imposibles de retener con los medios de entonces.

Victor Guérin
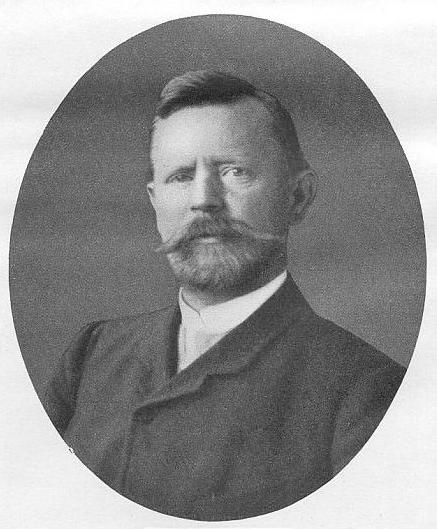
Carl Humann

El interés de los estudiosos creció con algunos descubrimientos casuales como la estatua femenina dedicada a Hera por un tal Cheramyes y exhumada por Paul Girard en 1879 (conocida como Hera de Samos está expuesta en el Museo del  Louvre̟, o el kuros dedicado por Leuquios a Apolo, y encontrado en Tigani (la antigua Samos y la actual Pythagoreio)
La Sociedad Arqueológica Griega dio un impulso decisivo a la investigación del área del Hereo en 1902. En dicho año preparó una campaña dirigida por Panagiotis Kavvadias y Themistoklis Sophoulis. Dos años después por dificultades técnicas insuperables tuvieron que interrumpir los trabajos. Solo pudieron comprobar que los cimientos del Hereo eran de materiales aprovechados de un edificio anterior al templo de Polícrates.
Como consecuencia de un acuerdo en 1909 entre las Museos de Berlín y la Sociedad Arqueológica Griega, el Instituto Arqueológico Alemán asumió la dirección de los trabajos y la encomendó a Theodor Wiegand y M. Schede. Tras el estallido de la Primera Guerra Mundial ya habían saca a la luz los cimientos del templo de Polícrates. Frente al edificio identificaron las estructuras de un altar y de varias construcciones sagradas que se habían sucedido en las diversas fases del santuario, además de los restos de muchas ofrendas votivas, que atestiguaban las estrechas relaciones mantenidas con Anatolia y Egipto.} En la zona situada al norte del templo se identificaron los cimientos de dos pequeños templos dedicados a Hermes y a Afrodita, divinidades veneradas en el santuario junto a Hera. Se delintó también un trecho de la Vía Sagrada. A lo largo de este itinerario apareció la base que sostenía un grupo de estatuas (aparecieron tres de estas bases en excavaciones sucesivas) y en la que figuraba de quien lo dedicabaː Ghenelos.
Las excavaciones de Wiegand habían localizado la mayor parte de la estructura del Hereo que se remontar a la época arcaica, aunque resultaban desconocidas aún las fases más antiguas del santuario, descubiertas por Ernst Buschor, director de los trabajos del Instituto Alemán de Atenas. Ya durante las campañas de hechas por Wiegand entre 1910 y 1912 identificó en los estratos más profundos del Hereo unas instalaciones de la Edad del Bronce. Esos restos (casa en megaron de tipo anatólico) fieron descubiertos por V. Milojcic, entre 1951 y 1955.Se ha determinado que esta zona había estado habitada ininterrumpidamente desde el 2500 a. C. hasta la época de la ocupación jónica. Los colonos griegosm habían establecido su propio lugar de culto, que en la fase más antigua (siglo x y siglo IX a. C.) constaba de un simple recinto que incluía la estancia de culto con una xoana —un tronco anicónico— de la diosa.
̟
Un gran descubrimiento fue el hallazgo en los cimientos del templo de Polícrates en el altar de Reco de un tronco de árbol sagrado de Hera. Con base en los análisis dendrológicos este árbol creció en torno al año 1000 a. C. y fue talado justo en el momento de construir el altar